# Cecropia angulata
Cecropia angulata là loài thực vật có hoa trong họ Tầm ma. Loài này được I.W.Bailey mô tả khoa học đầu tiên năm 1922.